# Janaszów (województwo świętokrzyskie)
Janaszów – wieś w Polsce położona w województwie świętokrzyskim, w powiecie kieleckim, w gminie Zagnańsk.
W latach 1975–1998 miejscowość administracyjnie należała do województwa kieleckiego.
W 1827 r. we wsi było 15 domów z 107 mieszkańcami. W tym czasie funkcjonowała tu fryszerka, przerabiająca surówkę z huty "Józef"" w niedalekim Samsonowie.
Przez miejscowość przebiega droga wojewódzka nr 750.
Przez wieś przechodzi  zielony szlak turystyczny z Bliżyna do Zagnańska.
W Janaszowie znajduje się kaplica przydrożna z II połowy XVIII w., obecnie zakrystia kościoła pw św Maksymiliana Kolbe, wpisana do rejestru zabytków nieruchomych (nr rej.: A.468z 29.01.1987).
W miejscowości urodził się ks. Marian Pastuszko, profesor Akademii Teologii Katolickiej w Warszawie.

 

Dojazd z Kielc zapewniają autobusy komunikacji miejskiej :
| Numer linii | Numer linii | Kierunek                      | Przyszła trasa (po wprowadzeniu zmian zapowiedzianych latem 2020 przez Zarząd Transportu Miejskiego w Kielcach: | Ograniczenia w związku z rozprzestrzenianiem się koronawirusa: |
| ----------- | ----------- | ----------------------------- | --- | -------------------------------------------------------------- |
|             | 7           | Samsonów - Dworzec Autobusowy | bez zmian | bez zmian                                                      |